# リバーシブル (漫画)
『リバーシブル』は、あづまゆきによる日本の漫画。『comicキャンドール』にて2007年に2話掲載された。単品での単行本化はされておらず、同作者による『Cheer up!』の単行本に併録されている。

## あらすじ
秋山空は幼なじみの佐倉美咲に片想いをしているが告白する勇気がなく、「女の子になれればいいのに」と思った矢先、本当に女の子になってしまう。

## 登場人物
秋山空（あきやま そら）
本作の主人公で高校生の少年
幼なじみでクラスメイトの美咲に幼稚園の頃から片想いをしているが平凡な自分へのコンプレックスから告白できずにいる。「女の子なら気軽に話せるのだから、女の子になれれば良いのに」と願った翌日に本当に女の子になってしまう。
戸惑いながらも海（うみ）と名乗って、美咲と仲良くなり、美咲が「男の子はダメ」だと知ると女の子のままであることを望みながら美咲との性行為を行うが途中で男の子に戻ってしまう。その後、美咲から「男の子がダメな本当の理由は空のことしか考えられなかったから」と真実を告げられて晴れて両想いになる。
劇中には登場しないが同じ学校に通っている姉がおり、女の子の海になった最初の日に日曜日だが部活中の美咲に会いに行くために姉の制服を着た。
前編と後編、両方の冒頭で自慰をしているシーンがあるが前編では女の子になる前の本来の男の子の状態、後編では女の子の状態で行っていた為、リンクさせながらも対照的なシーンとして描かれた。
佐倉美咲（さくら みさき）
本作のヒロインで高校生の少女。
空の幼馴染でクラスメイト。チアリーディング部に所属。成績優秀・スポーツ万能でクラスの人気者。
女の子の海となって現れた空と仲良くなり、海が空に戻った後、自身が抱いていた空への好意を告げて、ようやく両想いになった。交際するようになってからは空によく女装させるようにもなる。